# Rémi Siméon
Rémi Siméon (né à Lurs, le 1er octobre 1827, mort à Paris 6e, le 23 novembre 1890) est le rédacteur du Dictionnaire de la langue nahuatl ou mexicaine en 1885 à partir du nahuatl de l'époque des conquistadors, c'est-à-dire le nahuatl classique (qui correspond au début du XVIe siècle).

## Publication
- (pt) Diccionario de la lengua náhuatl o mexicana, Siglo XXI, 1996, 783 p. (lire en ligne)